# 한종훈
한종훈(1989년 10월 2일 ~ )은 대한민국의 배우이다.

## 출연작

### 영화
- 《빅토리》 (2024년) - 김형우 역
- 《싱글 인 서울》 (2023년) - 김 선생 역
- 《택시》 (2016년) - 박지혁 역

### 드라마
- 《보이스 4》 (2021년, tvN) - 채드 역
- 《우리 영화》 (2025년, SBS) - 한성호 역

### 연극
- 《THE MODEL AMERICAN》 (2017년) - 재원 역

## 수상
- 2015년 US Hollywood International Film Festival 신인배우상